# Ruth Asawa San Francisco School of the Arts
La Ruth Asawa San Francisco School of the Arts, chiamata anche SOTA o RASOTA, è una scuola superiore pubblica alternativa a San Francisco, California, Stati Uniti. È stata fondata nel 1982 e fa parte del San Francisco Unified School District.

## Storia
Per molti anni Ruth Asawa, scultrice e appassionata sostenitrice dell'arte nell'istruzione, così come altri, aveva fatto una campagna per avviare una scuola superiore pubblica a San Francisco dedicata alle arti, con l'obiettivo finale che tale scuola fosse situata nel corridoio delle arti nel cuore del Civic Center di San Francisco.
Al suo inizio nel 1982, la SOTA era stata creata come parte della J. Eugene McAteer High School, nella sua attuale sede in Portola Drive. Dieci anni dopo, nel 1992, la scuola, ora una scuola pubblica a tutti gli effetti separata dalla McAteer, fu trasferita nell'ex SFUSD Frederick Burke Elementary School al 700 Font Boulevard nel campus della San Francisco State University. A causa dello scioglimento della McAteer High School nel 2002, alla SOTA è stato offerto di tornare nella sede della scuola superiore più appropriata e completamente attrezzata. La comunità scolastica scelse di fare questa mossa, con la consapevolezza che la scuola sarebbe stata situata nel Centro Civico.
Nel 2005 è stata avviata una nuova scuola superiore pubblica, l'Academy of Arts and Sciences, alla quale fu dato spazio nel campus McAteer. Sebbene condivida il campus con la Ruth Asawa School of the Arts, è una scuola completamente separata. Ora chiamato The Academy - San Francisco @ McAteer, ammette gli studenti attraverso il normale processo di ammissione alle scuole superiori.
Nel 2010 la SOTA fu ribattezzata Ruth Asawa San Francisco School of the Arts in onore di Ruth Asawa. Nel 2011 la scuola è stata riconosciuta come "California Distinguished School" dal Dipartimento dell'Istruzione della California come una delle scuole pubbliche più "esemplari e stimolanti" dello stato, dimostrando notevoli vantaggi nel ridurre il divario di rendimento tra i suoi studenti.

## Processo di ammissione
La Ruth Asawa School of the Arts offre quotidianamente lezioni di arti visive e performative, oltre a un rigoroso curriculum preparatorio per il college. Un'audizione degli studenti per il collocamento in un solo dipartimento. Gli studenti dell'audizione sono ammessi in base ai risultati dell'audizione; non vengono utilizzati criteri accademici.
I dipartimenti artistici includono architettura e design, banda, scrittura creativa, danza - balletto + moderno, chitarra, media + arti cinematografiche, teatro musicale, orchestra, pianoforte, arti parlate, tecnologia teatrale (scenotecnica o costumi + design della moda), arti teatrali, arti visive, musica vocale, world dance e world music.

Le audizioni si tengono a febbraio per il collocamento nell'anno scolastico successivo. Sono ammessi circa 200 studenti. Il processo di candidatura di Asawa SOTA è diverso da quello di altre scuole superiori SFUSD. Sia Asawa SOTA che SFUSD hanno i propri moduli e procedure di domanda separati. I candidati devono presentare domanda per entrambi.

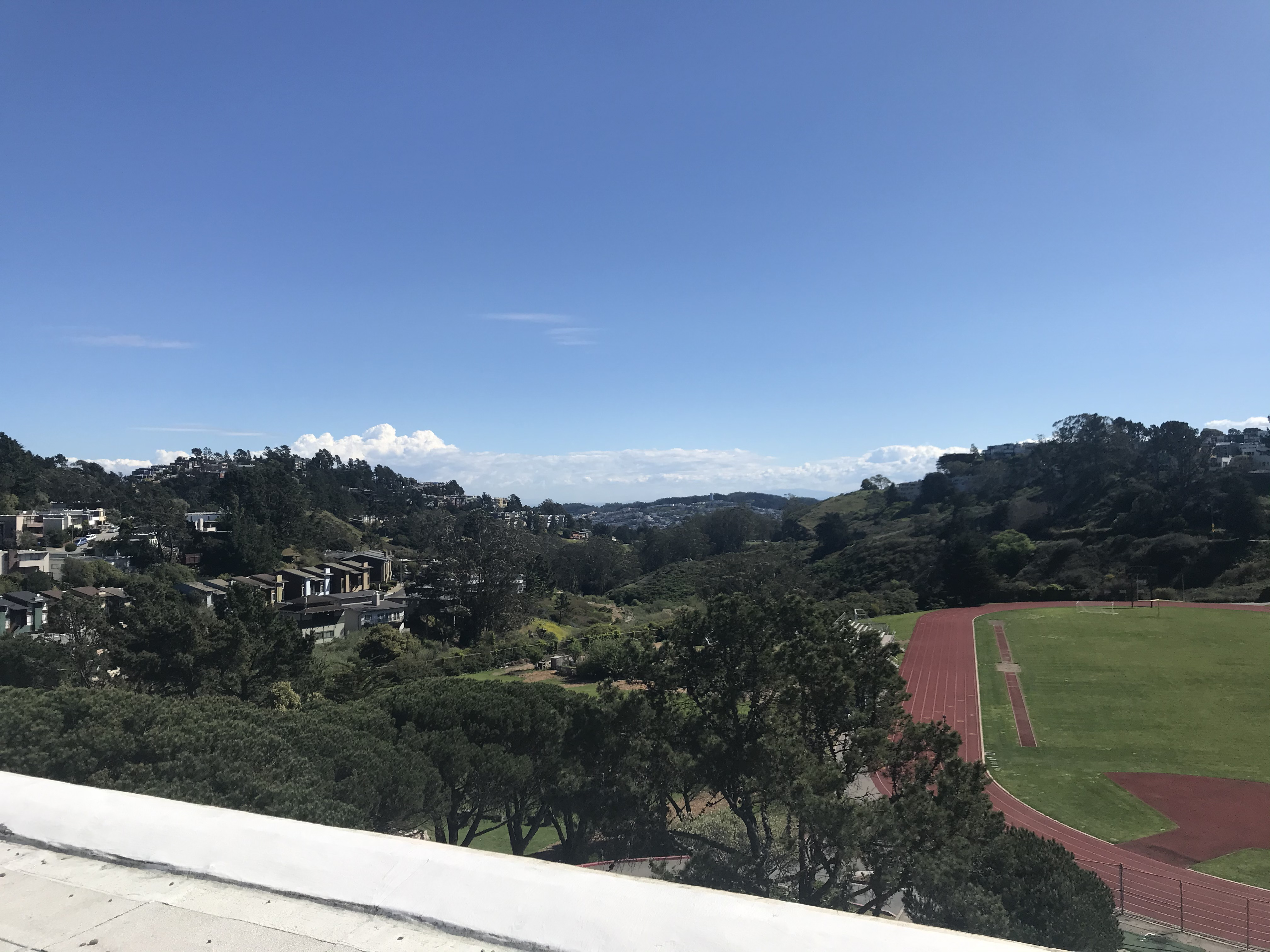
Atletica leggera, campo e giardino di SOTA

## Ex alunni
- Aya Cash, attrice
- Margaret Cho, comica, attrice, stilista di moda, autrice e cantante-cantautrice
- Natalie Cressman, musicista[8]
- Lena Hall, attrice, cantante e cantautrice
- Crystal Lee, vincitrice di un concorso di bellezza
- MK Nobilette, cantante
- Sam Rockwell, attore[9]
- Salvador Santana, strumentista[10]
- Joe Talbot, regista[11]
- Jesse Thorn, conduttore di programmi radiofonici
- Miranda Lee Richards, cantante-cantautrice
- Aisha Tyler, attrice, comica, regista e conduttrice di programmi radiofonici[12]